# 波利奧瓦利西伊夫卡
49°26′59″N 28°41′6″E / 49.44972°N 28.68500°E
波利奧瓦利西伊夫卡（烏克蘭語：Польова Лисіївка），是烏克蘭的村落，位於該國西南部文尼察州，由赫米利尼克區負責管轄，始建於1755年，面積21.03平方公里，海拔高度255米，2001年人口453，人口密度每平方公里21.54人。